# Doble desintegració beta

Diagrama de Feynman de doble desintegració beta.

En física nuclear, la doble desintegració beta és un tipus de desintegració radioactiva en la qual dos neutrons es transformen simultàniament en dos protons, o viceversa, dins d'un nucli atòmic. Com en la desintegració beta única, aquest procés permet que l'àtom s'apropi a la proporció òptima de protons i neutrons. Com a resultat d'aquesta transformació, el nucli emet dues partícules beta detectables, que són electrons o positrons.
La literatura distingeix entre dos tipus de doble desintegració beta: la doble desintegració beta ordinària i la doble desintegració beta sense neutrins. En la doble desintegració beta ordinària, que s'ha observat en diversos isòtops, des del nucli en descomposició s'emeten dos electrons i dos antineutrins electrònics. En la doble desintegració beta sense neutrins, un procés hipotetitzat que mai s'ha observat, només s'emetrien electrons.

## Història
La idea de la doble desintegració beta va ser proposada per primera vegada per Maria Goeppert Mayer el 1935. El 1937, Ettore Majorana va demostrar que tots els resultats de la teoria de la desintegració beta romanien sense canvis si el neutrin fos la seva pròpia antipartícula, ara coneguda com a partícula Majorana. El 1939, Wendell H. Furry va proposar que si els neutrins són partícules de Majorana, llavors la doble desintegració beta pot procedir sense emissió de cap neutrin, mitjançant el procés que ara s'anomena desintegració doble beta sense neutrins. Encara no se sap si el neutrin és una partícula de Majorana i, en relació, si existeix una doble desintegració beta sense neutrins a la natura.
Com que la violació de la paritat en les interaccions febles no es descobriria fins al 1956, els càlculs anteriors van mostrar que la desintegració beta doble sense neutrins hauria de ser molt més probable que la desintegració doble beta ordinària, si els neutrins fossin partícules de Majorana. Les vides mitjanes previstes eren de l'ordre de 1015~1016  anys. Els esforços per observar el procés al laboratori es remunten almenys a 1948, quan EL Bomber va fer el primer intent de mesurar directament la vida mitjana de l'isòtop Sn124 amb un comptador Geiger. Els experiments radiomètrics fins al voltant de 1960 van produir resultats negatius o falsos positius, no confirmats per experiments posteriors. L'any 1950, per primera vegada, la semivida de desintegració beta doble de Te130 es va mesurar mitjançant mètodes geoquímics com a 1,4 × 1021  anys, raonablement proper al valor modern. Això implicava detectar la concentració en minerals del xenó produït per la descomposició.
El 1956, després que es va establir la naturalesa V − A de les interaccions febles, va quedar clar que la vida mitjana de la desintegració doble beta sense neutrins superaria significativament la de la doble desintegració beta ordinària. Malgrat els avenços significatius de les tècniques experimentals durant la dècada de 1960-1970, no es va observar una doble desintegració beta en un laboratori fins a la dècada de 1980. Els experiments només havien pogut establir el límit inferior de la vida mitjana: uns 1021  anys. Al mateix temps, experiments geoquímics van detectar la doble desintegració beta de Te82.
La doble desintegració beta va ser observada per primera vegada en un laboratori l'any 1987 pel grup de Michael Moe a la UC Irvine a Se82. Des de llavors, molts experiments han observat una doble desintegració beta ordinària en altres isòtops. Cap d'aquests experiments ha produït resultats positius per al procés sense neutrins, augmentant el límit inferior de la semivida a aproximadament 1025  anys. Els experiments geoquímics van continuar durant la dècada de 1990, produint resultats positius per a diversos isòtops. La doble desintegració beta és el tipus de desintegració radioactiva més rar conegut; a partir del 2019 només s'ha observat en 14 isòtops (incloent la captura d'electrons dobles en Ba130 observat el 2001, Kr78 observat el 2013, i Xe124 observat el 2019), i tots tenen una vida mitjana superior a 1018  anys.